# Otto Hermann Kahn

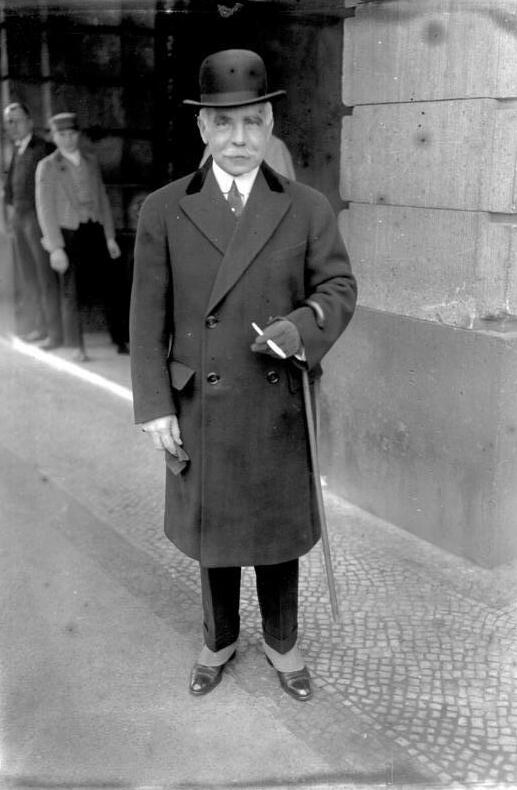
Otto Hermann Kahn (1929)

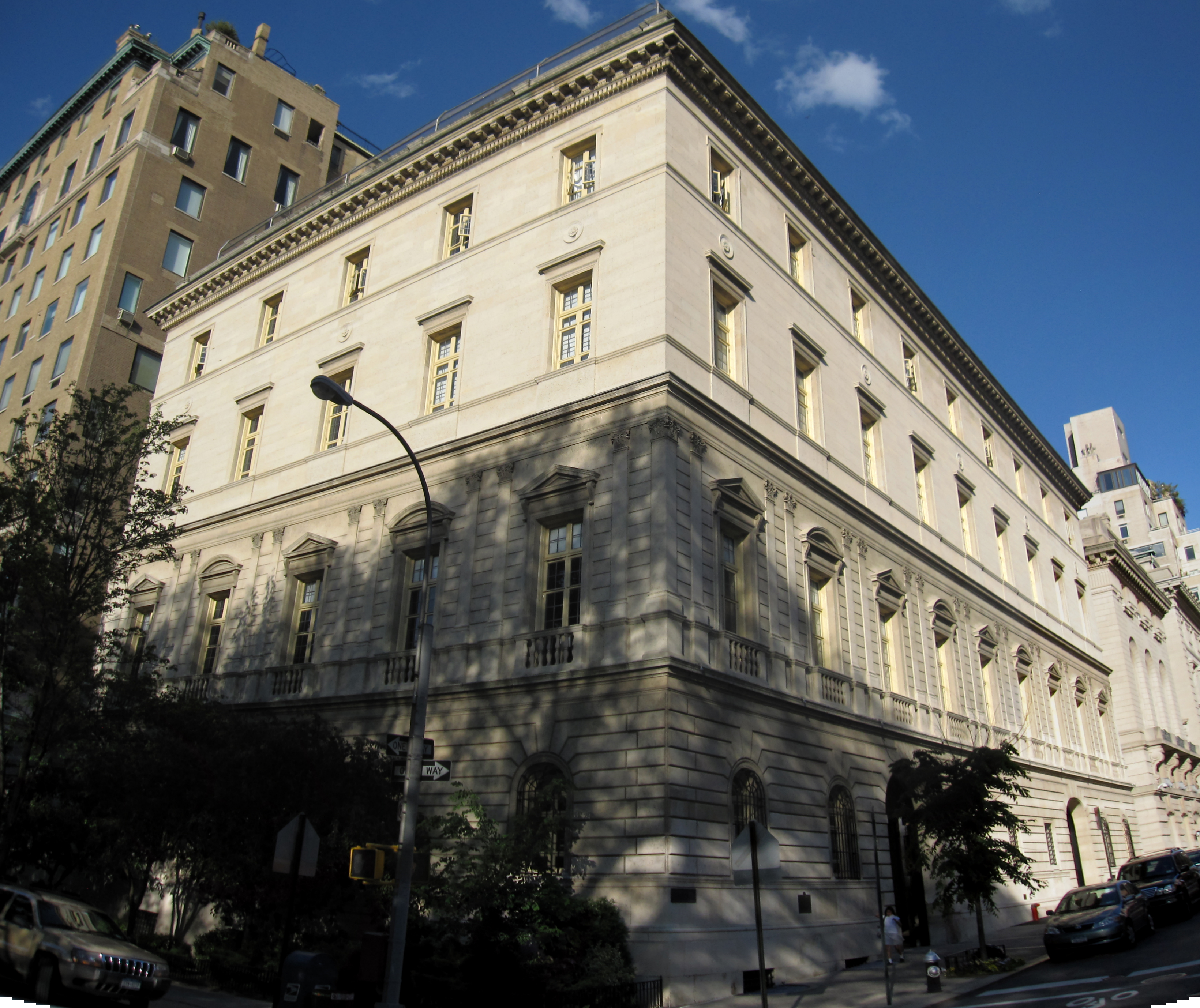
Das Haus von Otto Hermann Kahn am Central Park in New York

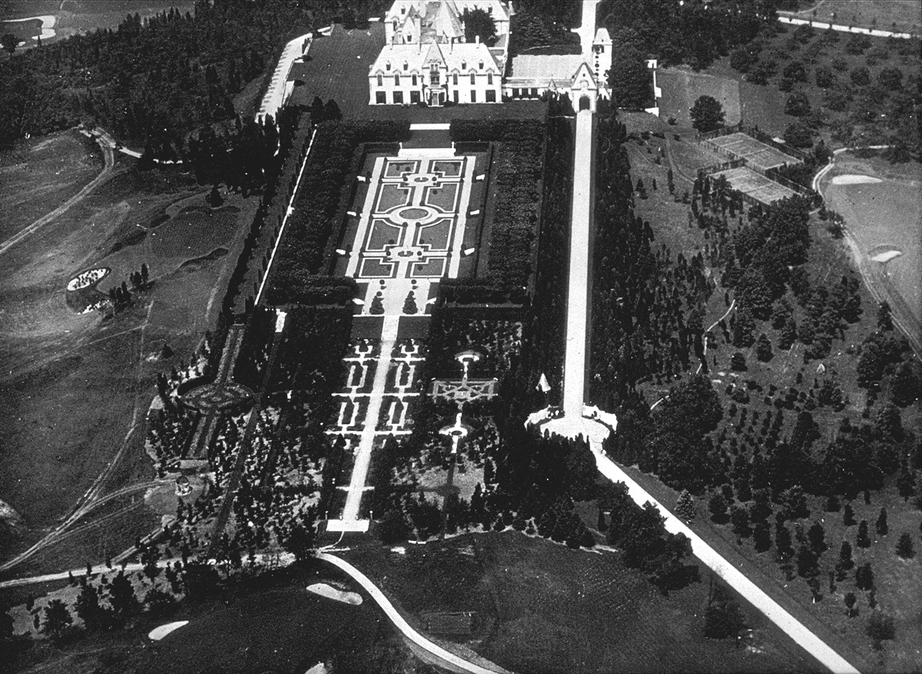
Oheka Castle auf Long Island (1915)

Otto Hermann Kahn (* 21. Februar 1867 in Mannheim; † 29. März 1934 in New York City) war ein Bankier und Unternehmer in den USA. Bekannt wurde er als Mäzen, insbesondere der Metropolitan Opera in New York.

## Leben
Otto Hermann Kahn stammte aus einer jüdischen Bankiersfamilie. Der Vater war Bernhard Kahn. Die Mutter war Emma (geb. Eberstadt). Er war Bruder des Komponisten Robert sowie von Paul, Privatsekretär von Gerhart Hauptmann und AEG-Direktor in Athen. Sein Bruder Franz war Jurist. Felix war Geiger. Seine Schwester Elisabeth war mit Felix Deutsch, dem Mitbegründer der AEG, verheiratet. Weitere Schwestern waren Clara und Hedwig.
Kahn absolvierte das Gymnasium in Mannheim und studierte Rechtswissenschaften. Kahn wurde Mitarbeiter der Deutschen Bank und kam in deren Auftrag 1888 nach London. Dort wurde er britischer Staatsbürger. Im Jahr 1893 zog er nach New York. Dort heiratete Kahn 1896 die Tochter eines der Teilhaber der Investmentbank Kuhn, Loeb & Co. Kahn stieg in das Unternehmen ein. Insbesondere war er mit der Finanzierung von Eisenbahnunternehmen erfolgreich. Er stand an der Spitze mehrerer Konzerne, unter anderem des Equitable Trust.
Er war langjähriger Vorsitzender, Präsident und einer der bedeutendsten Mäzene der Metropolitan Opera. Er förderte nicht zuletzt auch die Kunst aus Deutschland in den USA und in Europa. So war er etwa Mäzen von Max Reinhardt. Außerdem hatte er erheblichen Anteil an der Ausgestaltung der Park Avenue zu einer Prachtstraße.
Kahn war innerhalb des jüdischen Großbürgertums von New York bereits vor dem Ersten Weltkrieg ein Vertreter einer antideutschen Richtung. Im Jahr 1917 nahm er die amerikanische Staatsbürgerschaft an. Nach dem Krieg trat er für den bedingten Verzicht der USA auf Kriegsschuldforderungen ein.
In den 1920er Jahren gehörte Kahn zu den bekanntesten Persönlichkeiten der USA.

## Residenzen
In New York ließ er sich ein großes Stadthaus (1 East 91st Street, Upper East Side) direkt am Central Park East vom Architekten C. P. H. Gilbert errichten.
Auf Long Island ließ er zwischen 1914 und 1919 mit dem Oheka Castle einen repräsentativen Wohnsitz mit 125 Zimmern bauen, das zweitgrößte Privathaus der USA. Es diente als Kulisse für den Film Citizen Kane und wird heute als Hotel genutzt.

## Sonstiges
Kahns Foto von 1929 (siehe rechts oben) diente als Vorlage für die Symbolfigur des bekannten Brettspiels Monopoly. Sein Sohn Roger Wolfe Kahn wurde ein bekannter Jazzmusiker.